# Kurt Reidemeister

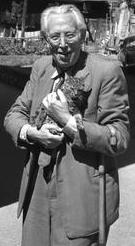
Kurt Reidemeister op het einde van de jaren 1950

Kurt Reidemeister (Braunschweig, 13 oktober 1893 - Göttingen, 8 juli 1971) was een Duits wiskundige.

## Leven
In  1921 ontving hij zijn doctoraat met een these in algebraïsche getaltheorie aan de universiteit van Hamburg onder supervisie van Erich Hecke. In 1923 werd hij benoemd tot assistent professor aan de universiteit van Wenen. Daar raakte hij bekend met het werk van Hahn en Wirtinger. In 1925 werd hij professor aan de universiteit van Königsberg. In 1933 werd hij vanwege zijn oppositie tegen de Nazi's ontslagen. Na de Tweede Wereldoorlog werd Reidemeister wiskundeprofessor aan verschillende universiteiten van de Bondsrepubliek, het laatst in Göttingen.
Reidemeisters interesses lagen voornamelijk op de gebieden van de algebraïsche topologie, de meetkundige groepentheorie en de fundamenten van de meetkunde. Hij beschreef de Reidemeister-bewegingen, een van de fundamenten voor de knopentheorie. De knopentheorie is een deelgebied van de topologie. Van zijn hand zijn ook de stelling van Reidemeister-Singer, de Reidemeister-torsie en het Reidemeister-spoor.
Naast zijn wiskundige werk hield hij zich bezig met filosofie en vertaalde hij de Franse dichter Stéphane Mallarmé; zijn eigen gedichten werden in 1947 uitgegeven. Uit zijn tijd in Wenen had hij betrekkingen met de Wiener Kreis. Zijn zuster Marie Neurath was met de filosoof Otto Neurath getrouwd.

## Boeken
- (de)  Knoten und Gruppen (1926)
- (de)  Einführung in die kombinatorische Topologie (1932)
- (de)  Knotentheorie (1932)